# 人权保护党
人权保护党（英語：The Human Rights Protection Party，缩写为HRPP）是萨摩亚的一个政党。该党成立于1979年5月，由反对图福加·埃菲政府的瓦阿伊·科洛内和托菲劳·埃蒂·阿莱萨纳共同创建。自1982年起，除在1986年－1987年短暂失去政权外，其余时间均为萨摩亚的执政党，直到2021年败选下台。
在2001年议会选举中，该党赢得了49个议席中的23个席位。在2006年议会选举中，该党赢得了49个议席中的33个席位。2011年，时任萨摩亚总理图伊拉埃帕·萨伊莱莱·马利埃莱额奥伊率领该党在议会选举中赢得了49个议席中的29个席位。2016年，时任萨摩亚总理图伊拉埃帕·萨伊莱莱·马利埃莱额奥伊率领该党在议会选举中赢得了50个议席中的35个席位。
该党的著名人物有前总理托菲劳·埃蒂·阿莱萨纳等。该党的现任领导人是前任总理图伊拉埃帕·萨伊莱莱·马利埃莱额奥伊。
2021年萨摩亚大选，人權保護黨和對手薩摩亞信仰聯合各取得25席，另有1名獨立議員當選，他在當選後加入薩摩亞信仰聯合。
由於懸峙議會的局面加上憲法爭議，引發了2021年萨摩亚宪政危机。最後最高法院承認薩摩亞信念聯合籌組的政府，人權保護黨下台。